# RhB Gm 3/3
De Gm 3/3 is een locomotief met dieselelektrische aandrijving van de Rhätische Bahn (RhB).

## Geschiedenis
Oorspronkelijk was het de bedoeling om bij de Franse fabrikant Moyse een aantal standaard locomotieven aan te schaffen. Door veel wensen van de Rhätische Bahn (RhB) zoals een MTU motor, vacuüm remmen en afstand bediening werden deze locomotieven later als gepland afgeleverd.
Deze locomotieven werden in 1975 / 1976 aangeschaft om onder meer bij gebruik van de sneeuwfrezen 9216 en 9217 verzorgd deze locomotief voor de voortbeweging van deze door dieselmotor aangedreven sneeuwfrees.

## Constructie en techniek
De locomotief heeft een stalen frame. De tractie-installatie bestaat uit een diesel motor gekoppeld zijn aan een gelijkstroom dynamo. Deze locomotief kan in treinschakeling rijden met soortgenoot.

## Treindiensten
- Deze locomotieven worden gebruikt in de rangeerdienst in Landquart, Untervaz en Chur.
- Bij zware bouwtreinen wordt in treinschakeling gereden.
- Tractie voertuig bij gebruik van de sneeuwfrezen 9216 en 9217